# Altlußheim
Altlußheim település Németországban, azon belül Baden-Württembergben. Lakosainak száma 6389 fő (2023. december 31.).

## Népesség
A település népessége az elmúlt években az alábbi módon változott:
| Lakosok száma | 4151 | 4641 | 5207 | 5162 | 4961 | 5332 | 5092 | 5343 | 5534 | 6389 |
|               | 1961 | 1967 | 1974 | 1980 | 1987 | 1993 | 2000 | 2006 | 2013 | 2023 |